# Czołg powietrznodesantowy
Czołg powietrznodesantowy – słabo opancerzony czołg lekki o masie do 20 t, co umożliwia jego transport samolotem, śmigłowcem (w tym także w pozycji podwieszonej). Uzbrojony jest zazwyczaj w armatę przeciwpancerną lub działo bezodrzutowe średniego kalibru. Służy jako środek wsparcia wojsk powietrznodesantowych. Lżejsze modele mogą być zrzucane na pole walki przy użyciu spadochronów.

Przykładem może być AMX-13.